# Charlie Parker
Charles Parker Jr. (Kansas City, 29 de agosto de 1920 — Nova Iorque, 12 de março de 1955) foi um saxofonista americano de jazz e compositor. No início da sua carreira, Parker foi apelidado de Yardbird; esse apelido mais tarde foi encurtado para Bird e permaneceu como o apelido de Parker para o resto da sua vida.

## Biografia
Parker é comumente considerado um dos melhores músicos de jazz. Em termos de influência e impacto, sua contribuição foi tão significativa que Charles Mingus comentou que se Bird fosse vivo hoje, ele poderia pensar que estava vivendo em uma parede de espelhos.  O talento de Bird é comparado, quase sem argumentos, com músicos lendários tais como Louis Armstrong e Duke Ellington. Sua reputação como um dos melhores saxofonistas é tal que alguns críticos dizem que ele é insuperável; o crítico de jazz Scott Yanow fala por muitos fãs do jazz e músicos, quando sugere que "Parker foi indubitavelmente o melhor saxofonista de todos os tempos."
Figura fundadora do bebop, a forma inovadora de Parker para melodia, ritmo e harmonia tem exercido uma incalculável influência no jazz. Várias canções de Parker tornaram-se standards do repertório do jazz, e inúmeros músicos têm estudado a música de Parker e absorvido elementos do seu estilo.
Parker tornou-se um ícone para a geração do Beat, e foi uma figura-chave no desenvolvimento conceptivo do jazz como um artista descompromissado e intelectual, ao invés de apenas um entretenedor popular. Por várias vezes, Parker fundiu o jazz com outros estilos musicais, do clássico (buscando estudar com Edgard Varese e Stefan Wolpe) à música latina (gravando com Machito), abrindo um caminho seguido mais tarde por outros.
Consumido pelo álcool e pelas drogas, Parker teve uma existência breve e trágica, que inspirou criadores como o escritor argentino Julio Cortázar (que se inspirou nele para delinear o personagem central do conto "O Perseguidor") e o cineasta Clint Eastwood (que recebeu seu primeiro Globo de Ouro com o filme "Bird", de 1988, estrelado por Forest Whitaker, o qual, por sua vez, levou o prêmio de melhor ator no Festival de Cannes graças a este trabalho).

## Morte
Durante sua vida, Parker foi usuário de álcool, maconha e, sobretudo, heroína desde os dezesseis anos. Sofrendo de problemas de saúde relacionados ao coração e à úlcera crônica, Parker justificava seu consumo como uma fonte de alívio da dor física causada por tais complicações.
Em agosto de 1954, movido pelo luto causado pela morte prematura de sua filha de 2 anos, que sofria de fibrose cística e problemas cardíacos congênitos, Charlie Parker tentou o suicídio pela ingestão de medicamentos. Entretanto, foi socorrido a tempo pela esposa, sendo em seguida internado para desintoxicação até outubro de 1954.
Faleceu em 12 de março de 1955, acometido por um ataque cardíaco enquanto assistia a uma apresentação de jazz na televisão. Encontra-se sepultado no Cemitério Lincoln, Kansas City, Missouri nos Estados Unidos.

## Estilo
Com absoluto domínio técnico de seu instrumento, Parker era um virtuose consumado, que conseguia combinar a mais complexa organização harmônica, rítmica e melódica com uma clareza muito rara de encontrar em instrumentistas anteriores ou posteriores à sua atuação.
Para Parker, improvisar não era simplesmente tomar uma melodia original e construir variações sobre ela. Quando o saxofonista pegava um tema qualquer como base para criar, o que o interessava não era a melodia, e sim a harmonia. Era o esqueleto harmônico do tema original que ele utilizava como ponto de partida e estímulo para suas digressões, nas quais uma mescla cativante de garra e fantasia constituía a regra.
Foi assim que, no pós-guerra, ao lado do trompetista Dizzy Gillespie, Parker tornou-se um dos fundadores do bebop, o novo estilo sofisticado com o qual o jazz se tornaria definitivamente música "para ouvir", substituindo a música "para dançar" que havia sido a marca do swing jazz das big bands dos anos 1930 e 1940.